# Ла-Верпийер (кантон)
Ла-Верпийер (фр. La Verpillière, INSEE код кантона — 3826) — кантон во Франции, департамент Изер, регион Рона — Альпы.

## Географическое положение
Кантон расположен на севере департамента Изер. Ла-Верпийер граничит с кантонами департамента Изер: Шарвьё-Шаваньё (3804), Бургуэн-Жальё (3802), Л’Иль-д’Або (3814), Бьевр (3801) и Вьен.

## История кантона
Кантон Ла-Верпийер был создан 15 февраля 1790 года. До декрета 2014 года в кантон входило 7 коммун: Ла-Верпийер, Бонфамий, Фур, Шезнёв, Рош, Сен-Кантен-Фаллавье и Сатолаз-э-Бонс, а население составляло 19066 человек (2011 год). В соответствии с законом от 17 мая 2013 и декретом от 14 февраля 2014 года количество кантонов в департаменте Изер уменьшилось с 58 до 29. Новое территориальное деление департаментов на кантоны вступило в силу во время выборов 2015 года и 22 марта 2015 года состав кантона Ла-Верпийер был изменён. В результате реформы размер кантона увеличился с 7 коммун до 16. Из округа Вьен были добавлены коммуны расформированного кантона Эрьё: Дьемоз, Эрьё, Шарантонне, Грене, Уатье-Сент-Обла, Сен-Жорж-д’Эсперанш, Сен-Жюст-Шалессен, Валансен; одна коммуна расформированного кантона Сен-Жан-де-Бурне — Артас. Из округа Ла-Тур-дю-Пен были добавлены 2 коммуны расформированного кантона Кремьё: Фронтонас и Шаманьё, а 2 коммуны — Фур и Шезнёв — были перемещены в кантон Л’Иль-д’Або.

## Население
Согласно переписи 2012 года (считается население коммун, которые в 2015 году были включены в кантон) население Ла-Верпийер составляло 43 419 человека. Из них 28,1 % были младше 20 лет, 13,0 % — старше 65. 23,0 % имеет высшее образование. Безработица — 8,5 %. Активное население (старше 15 лет) — 21 207 человек.

## Экономика
Распределение населения по сферам занятости в кантоне: 0,7 % — сельскохозяйственные работники, 6,8 % — ремесленники, торговцы, руководители предприятий, 16,6 % — работники интеллектуальной сферы, 28,3 % — работники социальной сферы, 24,6 % — государственные служащие и 23,1 % — рабочие.

## Коммуны кантона
В кантон входят 16 коммун, из них главной коммуной является Ла-Верпийер. В кантоне 9 коммун округа Вьенн и 7 коммун округа Ла-Тур-дю-Пен.
| Коммуна             | Название по-французски     | Население, чел. (2012) | Площадь | Код INSEE | Округ         |
| ------------------- | -------------------------- | ---------------------- | ------- | --------- | ------------- |
| Артас               | Artas                      | 1725                   | 14,15   | 38015     | Вьенн         |
| Бонфамий            | Bonnefamille               | 1042                   | 9,43    | 38048     | Ла-Тур-дю-Пен |
| Валансен            | Valencin                   | 2628                   | 9,63    | 38519     | Вьенн         |
| Грене               | Grenay                     | 1530                   | 7,2     | 38184     | Вьенн         |
| Дьемоз              | Diйmoz                     | 2664                   | 13,72   | 38144     | Вьенн         |
| Ла-Верпийер         | La Verpilliиre             | 6528                   | 6,64    | 38537     | Ла-Тур-дю-Пен |
| Рош                 | Roche                      | 1896                   | 21,04   | 38339     | Ла-Тур-дю-Пен |
| Сатолаз-э-Бонс      | Satolas-et-Bonce           | 2212                   | 16,8    | 38475     | Ла-Тур-дю-Пен |
| Сен-Жорж-д’Эсперанш | Saint-Georges-d’Espйranche | 3244                   | 24,65   | 38389     | Вьенн         |
| Сен-Жюст-Шалессен   | Saint-Just-Chaleyssin      | 2437                   | 13,95   | 38408     | Вьенн         |
| Сен-Кантен-Фаллавье | Saint-Quentin-Fallavier    | 5932                   | 22,83   | 38449     | Ла-Тур-дю-Пен |
| Уатье-Сент-Обла     | Oytier-Saint-Oblas         | 1615                   | 14,3    | 38288     | Вьенн         |
| Фронтонас           | Frontonas                  | 1956                   | 12,65   | 38176     | Ла-Тур-дю-Пен |
| Шаманьё             | Chamagnieu                 | 1466                   | 13,7    | 38067     | Ла-Тур-дю-Пен |
| Шарантонне          | Charantonnay               | 1870                   | 11      | 38081     | Вьенн         |
| Эрьё                | Heyrieux                   | 4674                   | 13,95   | 38189     | Вьенн         |

## Политика
Согласно закону от 17 мая 2013 года избиратели каждого кантона в ходе выборов выбирают двух членов генерального совета департамента разного пола. Они избираются на 6 лет большинством голосов по результату одного или двух туров выборов.
В первом туре кантональных выборов 22 марта 2015 года в Ла-Верпийер баллотировались 4 пар кандидатов (явка составила 48,85 %). Во втором туре 29 марта, Дамьен Мишале и Орели Верне были избраны с поддержкой 57,85 % на 2015—2021 годы. Явка на выборы составила 48,71 %.
| Мандат | Мандат | Кандидаты                     |                | Партия             | Первый тур | Первый тур     | Второй тур | Второй тур |
| Мандат | Мандат | Кандидаты                     | Кол-во голосов | Партия             | % голосов  | Кол-во голосов | % голосов  |            |
| ------ | ------ | ----------------------------- | -------------- | ------------------ | ---------- | -------------- | ---------- | ---------- |
| 2015   | 2021   | Николь Ферьоль и Серж Лебушер |                | Национальный фронт | 5447       | 37,76          | 5744       | 42,15      |
| 2015   | 2021   | Дамьен Мишале и Орели Верне   |                | Союз правых        | 4344       | 30,12          | 7883       | 57,85      |
| 2015   | 2021   | Тьерри Овойе и Катрин Соже    |                | Союз левых         | 3625       | 25,13          | -          | -          |
| 2015   | 2021   | Мишель Шарпене и Мишель Меффр |                | Левый фронт        | 1008       | 6,99           | -          | -          |